# Magnetický kód
Magnetický kód je předpis pro přiřazení magnetické kombinace logických stavů. Je založen na dvojkové soustavě; každý prvek má přiřazenu určitou posloupnost jedniček a nul, které se zaznamenávají jako zmagnetizovaný a nezmagnetizovaný bod (logické stavy). Magnetický kód se nejčastěji užívá na platebních kartách (debetních či kreditních) v podobě magnetického pásku na zadní straně. Životnost magnetických karet je velmi vysoká. Výhoda použití například oproti čárovému kódu je v možnosti nového záznamu. To je zároveň i jejich nevýhodou, protože zdroj magnetické indukce může způsobit vymazání stávajícího záznamu.

## Princip
Jako nosič magnetického kódu se používá magnetický pásek, který je pokrytý rozměrově nepatrnými permanentními magnety. Tyto magnety jsou od sebe vzdáleny tak, aby se vzájemně neovlivňovaly. Záznam hodnoty v podobě binárního kódu vzniká účinkem jiného magnetu zvenku.

## Normy
V případě magnetického kódu se používá ve většině případů norma pod označením ISO 3554. Existuje také norma pod označením DIN 9781, která se ale již nevyužívá.